# アバランチシュート
アバランチ・シュート（英: avalanche chute）は、全層雪崩による侵食により岩盤が露出した幅の広い直線状で急傾斜の地形である。日本語では雪崩路（なだれみち）ともいう。

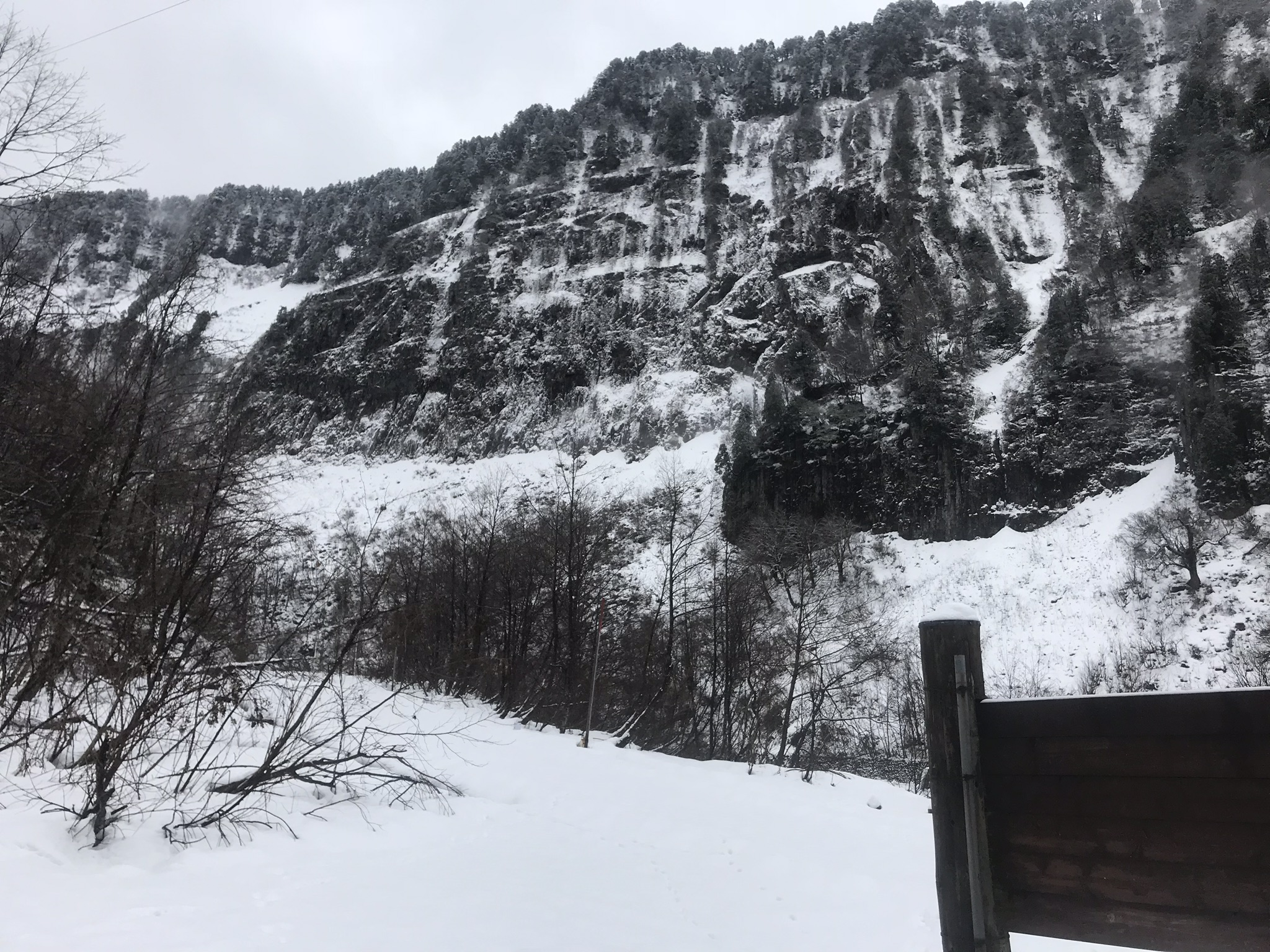
冬の悪城の壁

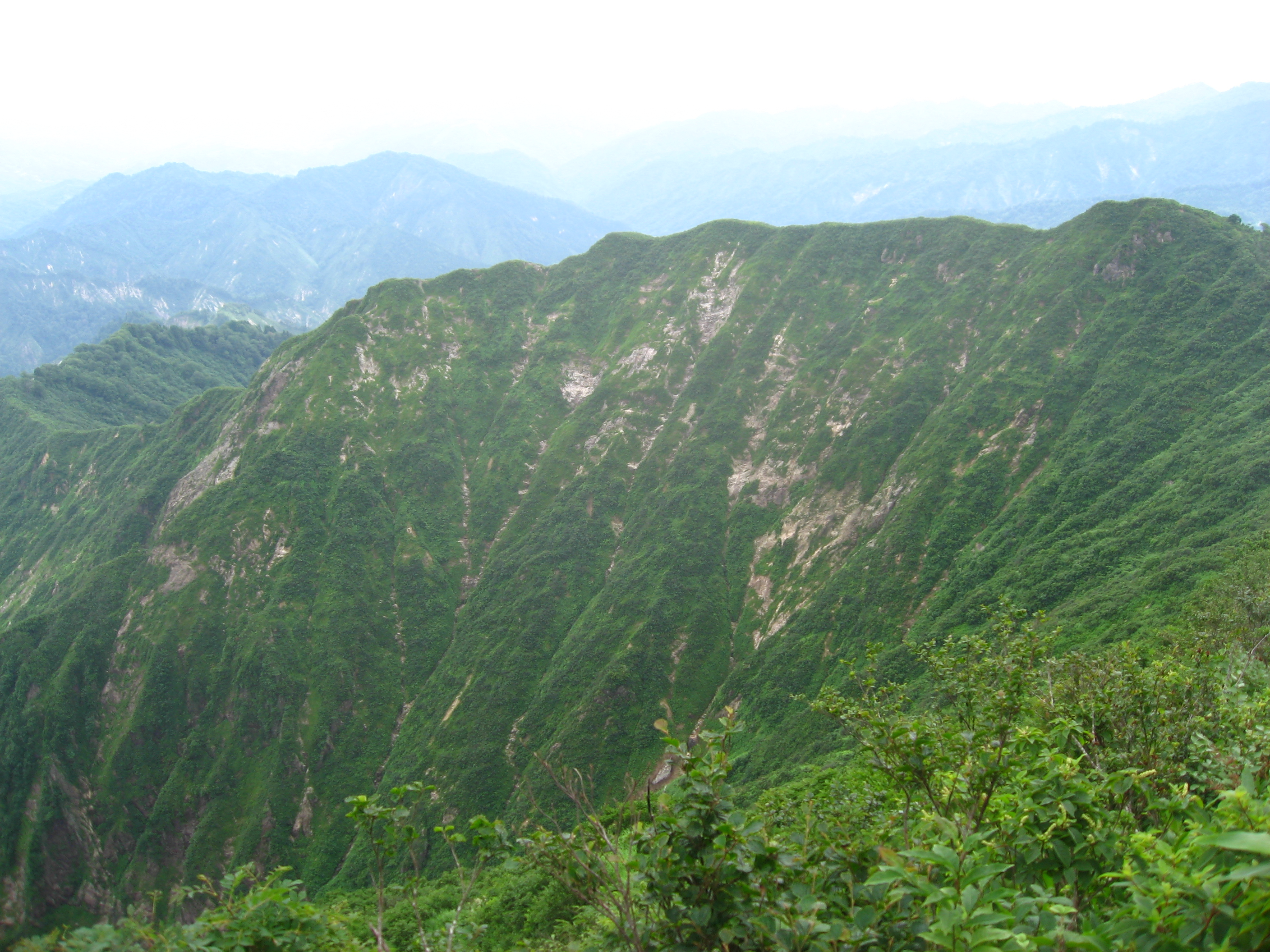
御神楽岳

## 概要
雪崩がよく発生する30～50度の傾斜面においては、頻発する雪崩によって岩肌が擦りみがかれ凹型の樋状通路が地形を形成する。このような地形が無雪期において岩肌を露出する。
日本では、東北地方から近畿地方の積雪量の多い主に日本海側において、本地形が確認されている。特に、福島県西部から新潟県にかけての第三紀層で構成される標高1,000m前後の山地には、全層雪崩の侵食作用が卓越することによって形成された浅いU字型の横断面形をもつアバランチシュートが密に分布している。
カタカナでの表記は、avalanche chuteを英語読みしたものであるが、語源はフランス語であり、avalanche[avalɑʃ]は「雪崩」、chute[ʃyt]は「落下」の意である。

## 日本における具体的箇所
1995年から1999年に国土地理院が地形の専門家の協力を得て取りまとめた主なアバランチシュートは以下の通りである。
| 名称                   | 所在地                           | 備考                         |
| ---------------------- | -------------------------------- | ---------------------------- |
| 濁川源流付近両岸       | 宮城県刈田郡蔵王町、柴田郡川崎町 | 蔵王国定公園                 |
| 西置賜郡小国町白岩ほか | 山形県西置賜郡小国町市野沢・片貝 |                              |
| 越後山脈(只見川上流部) | 福島県大沼郡金山町               | 只見川の谷に臨む急斜面の各所 |
| 御神楽岳               | 新潟県東蒲原郡阿賀町             | 越後三山只見国定公園         |
| 権現岳                 | 新潟県糸魚川市                   |                              |
| 黒部別山               | 富山県中新川郡立山町             | 中部山岳国立公園             |
| 悪城壁                 | 富山県中新川郡立山町             | 中部山岳国立公園             |
| 尾添川源流山地         | 石川県白山市                     | 白山国立公園．三方岩山など   |
| 荒島岳                 | 福井県大野市                     | 奥越高原県立自然公園         |
| 鳥甲山                 | 長野県下水内郡栄村               | 上信越高原国立公園           |
| 白出沢                 | 岐阜県高山市                     | 中部山岳国立公園、穂高連峰   |